# Epinephelus heniochus
Epinephelus heniochus és una espècie de peix de la família dels serrànids i de l'ordre dels perciformes.

## Morfologia
Els mascles poden assolir els 35 cm de longitud total.

## Distribució geogràfica
Es troba des de les Filipines fins al Mar d'Arafura i el nord d'Austràlia.